# Schloss Lassereck (Unterach)

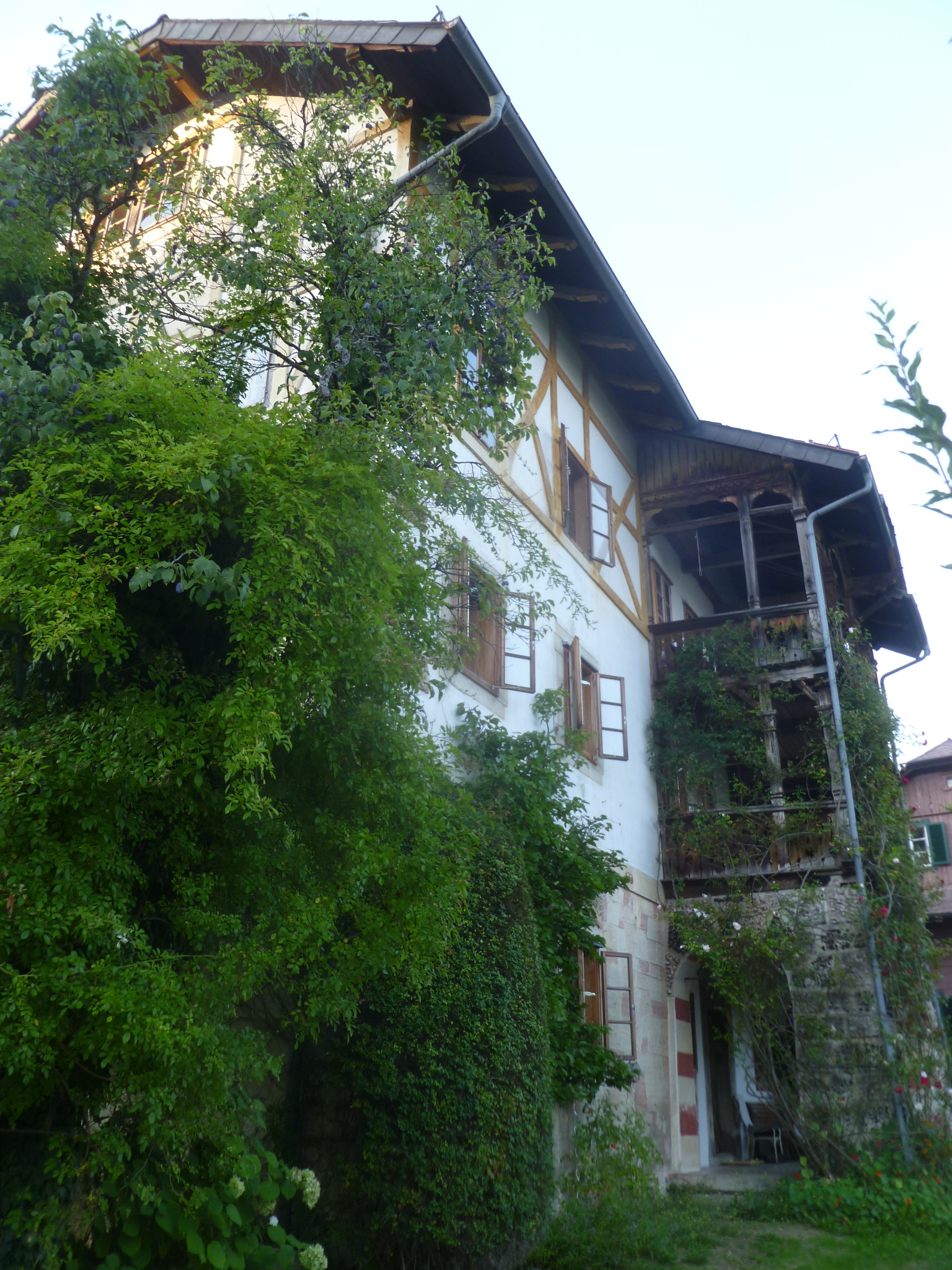
Schloss Lassereck heute

Das Schloss Lassereck („Lasserschlössl“) liegt in der Gemeinde Unterach am Attersee (Klostergasse 2) im Bezirk Vöcklabruck in Oberösterreich.

## Geschichte
Bereits im Mittelalter gab es am Ufer des Attersees einen Freisitz Unterach, der auf die Fischereiwirtschaft am See zurückzuführen ist. Die Fischereirechte teilten sich die später österreichisch-landesfürstliche Herrschaft Kammer, das Erzstift Salzburg und das Erzbistum Bamberg. Die landesfürstlichen und bischöflichen Fischerei-Lehen („Fischsegen“) waren lange Zeit im Besitz der Familie Vischmaister (Fischmeister), ab 1497 gelegentlich im getrennten Besitz.
1552 erwarb Wolfgang Lasser die Fischereilehen. Wolfgang Lasser (Lassa), Ahnherr der Salzburger Lasser von Lasseregg (Lassereck), ließ um 1555 auch einen Bauernhof in Unterach errichten. Dieser wurde von den Pächtern Georg Stauffer (1596), Blasius Dalionoso (1622) und Adam Dichter (1627) verwaltet. 1628 ließ Friedrich Lasser zu Lassereck den Hof in ein Schloss umbauen („Schloss Unt(e)rach“). Matthäus Lasser besaß das Schloss im Jahr 1630. Nach dessen Tod erbten es seine beiden Söhnen Ferdinand und Friderico, welche offenbar die letzten Abkömmlinge des oberösterreichischen Zweiges dieser Adelsfamilie waren.
1638 kaufte Graf Franz Christoff Khevenhüller das Schloss und vereinigte es mit der Herrschaft Kogl. Da Khevenhüller aber Geldschwierigkeiten hatte, veräußerte er um 1659 das Schloss um 13.000 Gulden an den Grafen Konrad Balthasar von Starhemberg, von dem er es am 20. April 1667 um 16.000 Gulden wieder zurückkaufte.

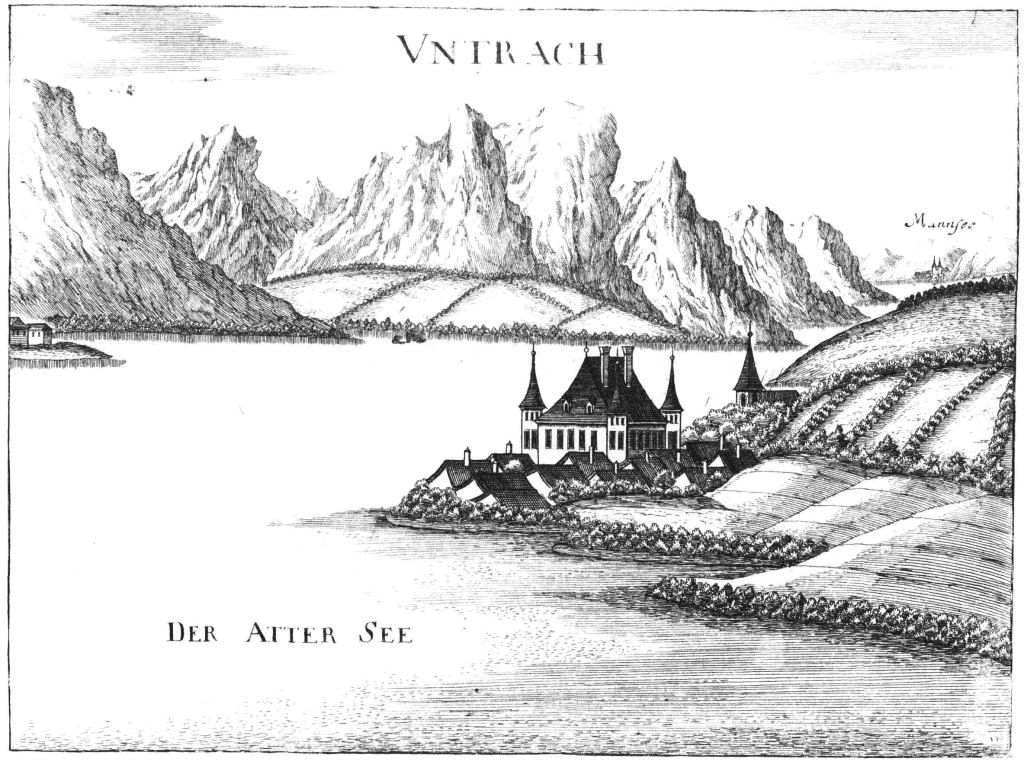
Schloss Unterach nach einem Stich von Georg Matthäus Vischer von 1674

Auf dem Stich von Georg Matthäus Vischer von 1674 ist das Schloss mit vier spitzen Türmchen und einem hohen Walmdach zu sehen.
Als das Innviertel kurzfristig an das Königreich Bayern kam, verkauften die Grafen Anton und Josef Khevenhüller am 5. Jänner 1810 ihre oberösterreichischen Besitzungen an Andreas Pausinger. Von diesem kam Unterach 1861 an den Freiherrn Mayr von Melnhof. Weitere Inhaber waren Familie Kogler (bis 1869), Postmeister Gottlieb Kiener (bis 1889) und Karl Derfler, der das Schloss 1900 umgestaltete und in ein Wohnhaus umbaute. Auf diesen folgten Florian Dickbauer, Olga Walenta und Frau Hell.

## Schloss Lassereck heute
Das stark renovierungsbedürftige Schlösschen befindet sich in Privatbesitz.

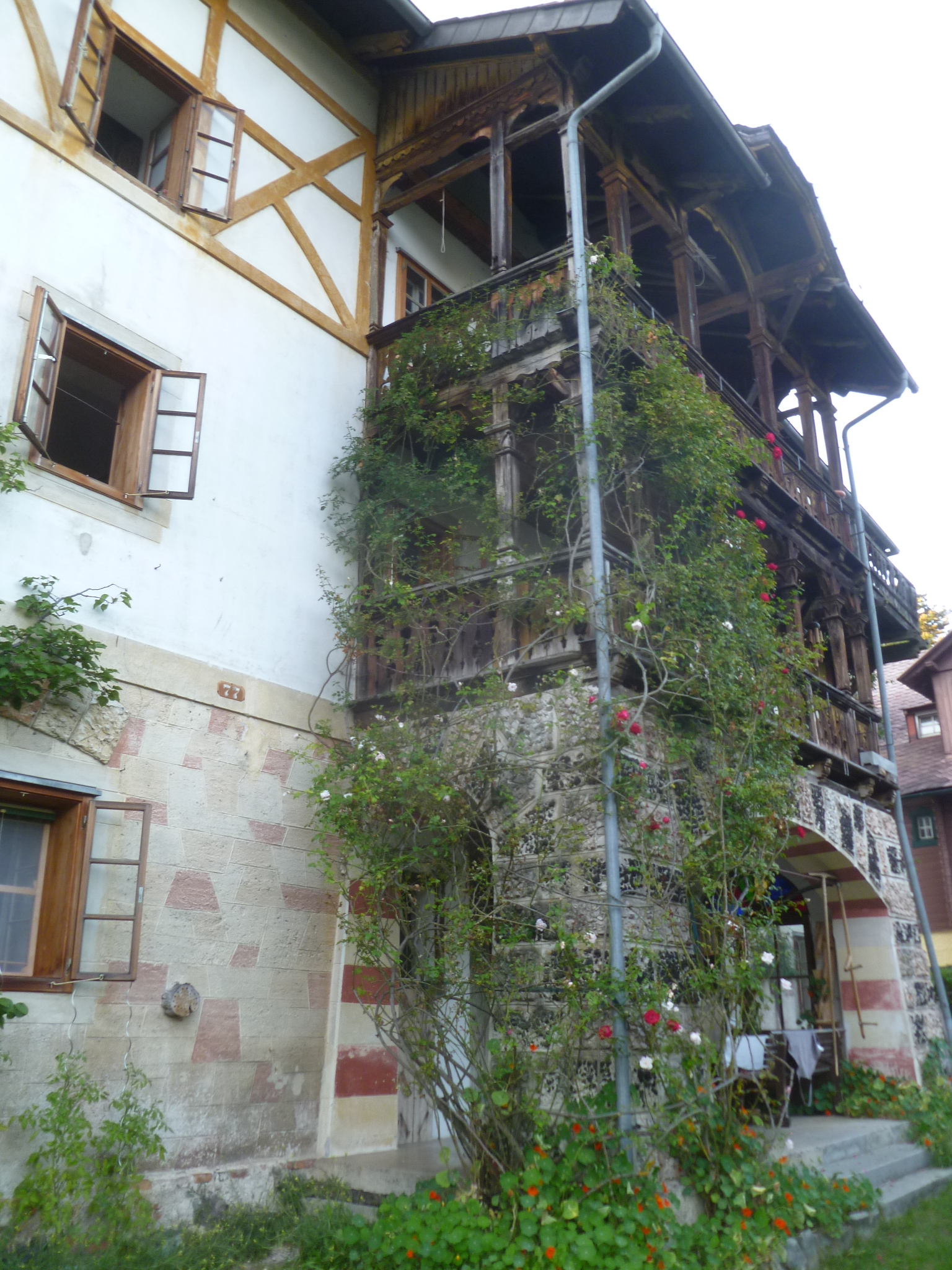
Lasserschlössl in Unterach
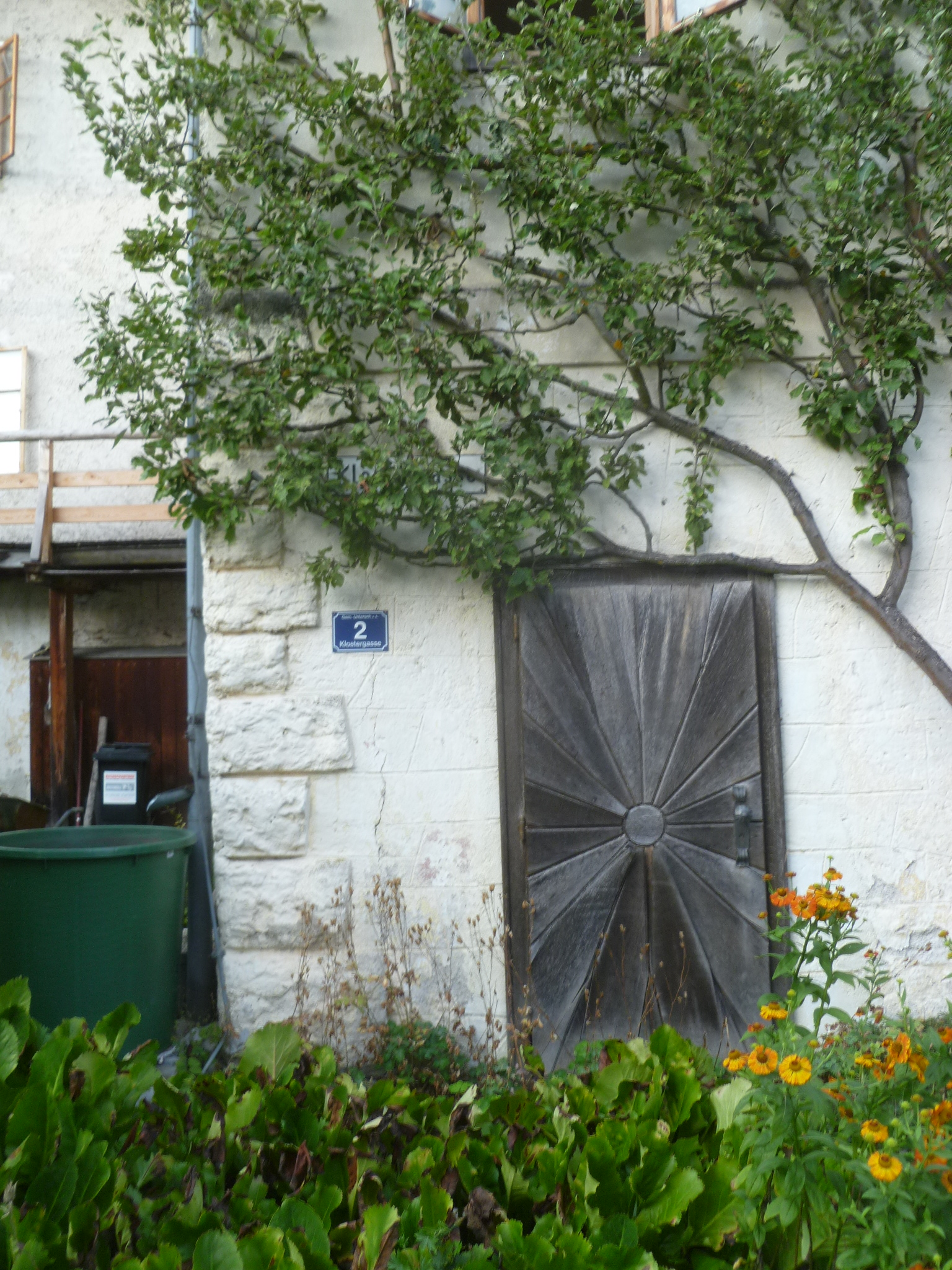
Lasserschlössl: Seiteneingang
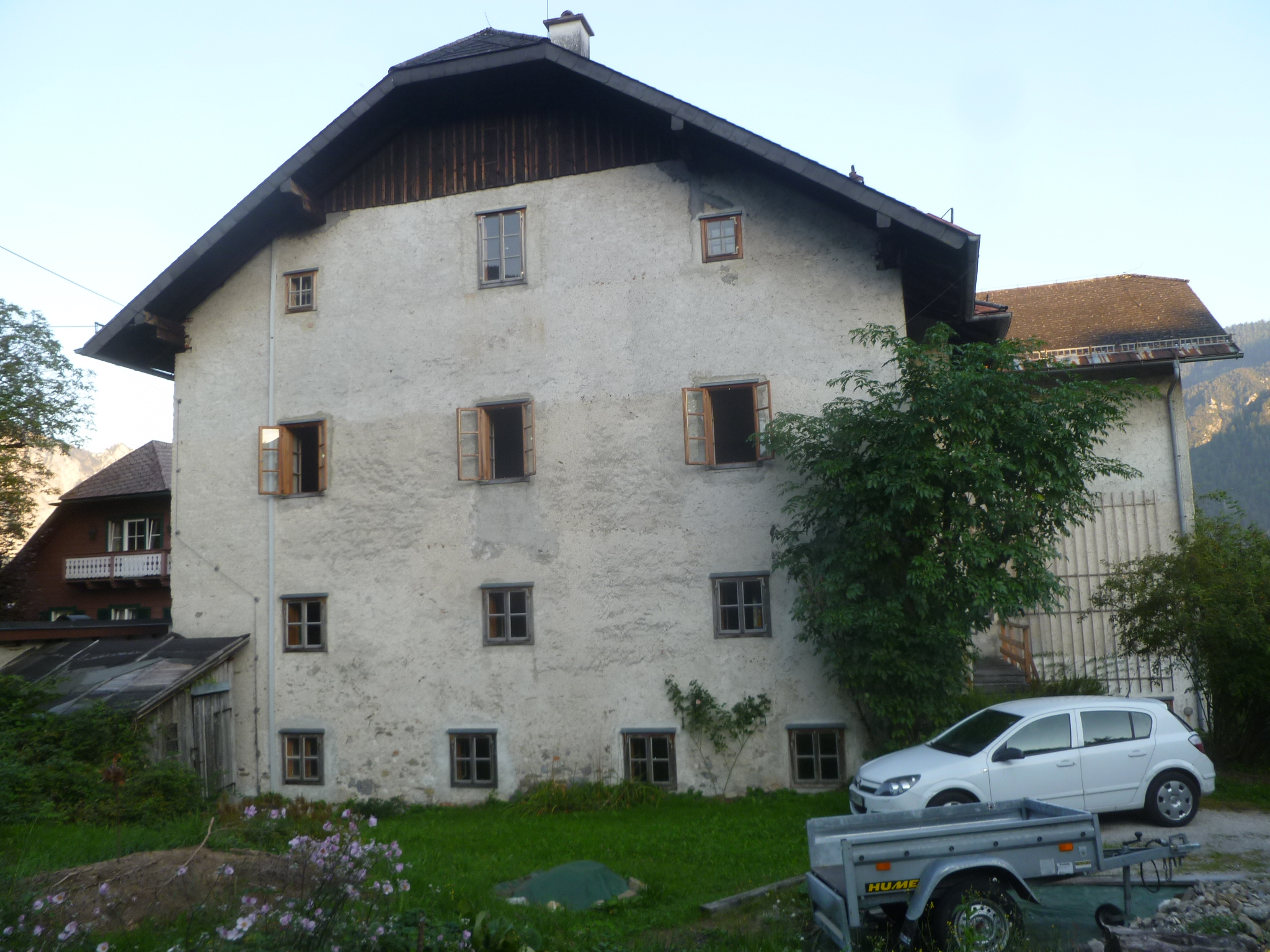
Lasserschlössl: Rückseite
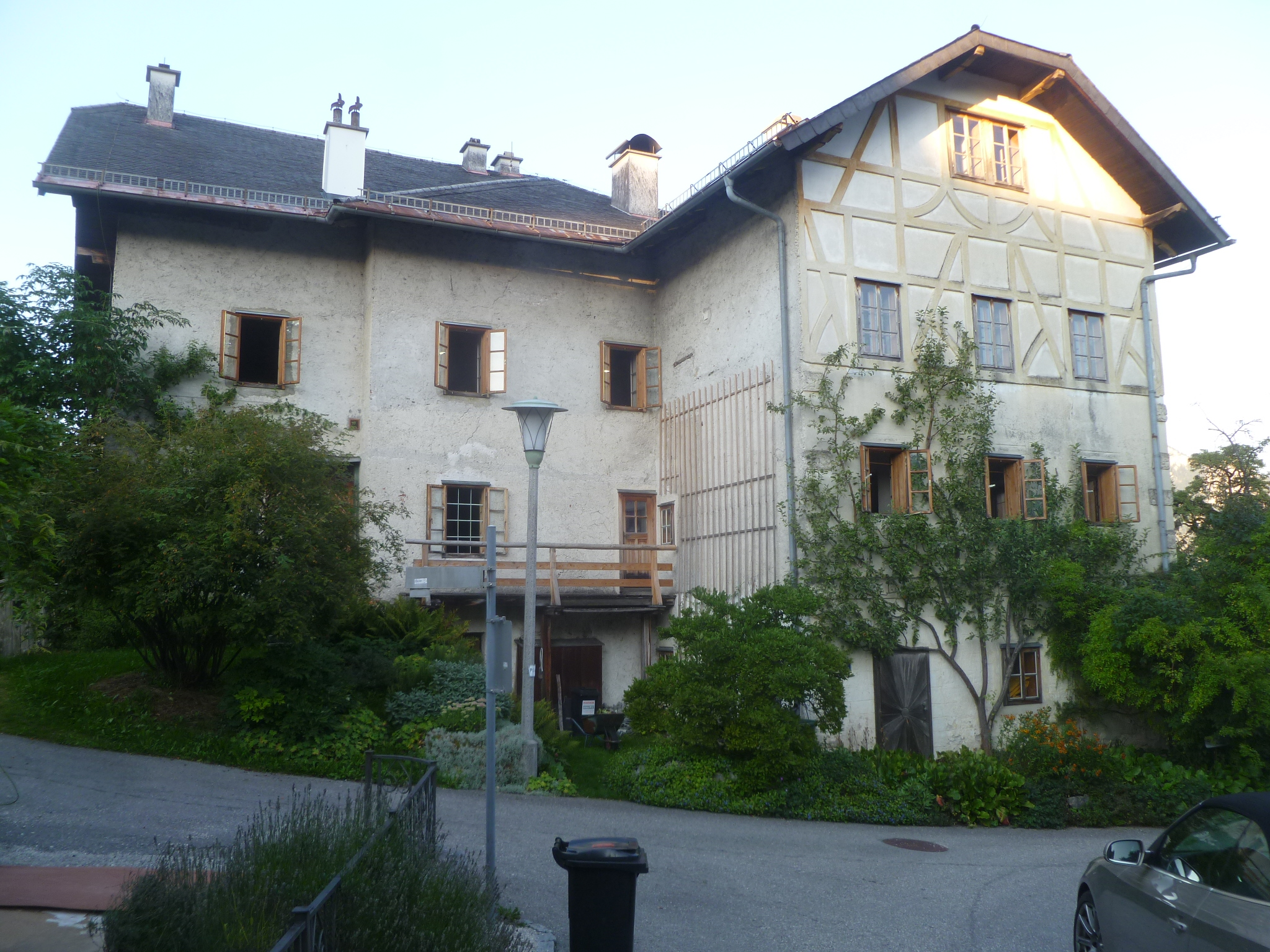
Lasserschlössl: Seitenansicht